# San Francisco de Becerra (kommun)
San Francisco de Becerra är en kommun i Honduras.   Den ligger i departementet Departamento de Olancho, i den centrala delen av landet, 140 km nordost om huvudstaden Tegucigalpa. Antalet invånare är 6 861.